# No More Heroes 2: Desperate Struggle
No More Heroes 2: Desperate Struggle (ノーモア★ヒーローズ 2: デスパレート・ストラグル Nōmoa★hīrōzu 2: Desuparēto sutoraguru?), también conocido simplemente como No More Heroes 2, es un videojuego de acción-aventura y hack and slash desarrollado por Grasshopper Manufacture originalmente para Wii y publicado por Ubisoft en Norteamérica, por Rising Star Games en territorios PAL y por Marvelous Entertainment en Japón, llegando al mercado en 2010.
No More Heroes 2 es la secuela de No More Heroes, y ambos juegos fueron porteados con gráficos HD para Nintendo Switch en 2020 a través de distribución digital. Más adelante, No More Heroes 2 llegaría también a Amazon Luna en febrero de 2021 y a Steam en junio del mismo año.
Posteriormente, en agosto de 2021, No More Heroes 2 recibió una secuela en Nintendo Switch titulada No More Heroes III.

## Desarrollo
El día 9 de octubre, durante el Tokyo Game Show se confirmó la llegada de esta esperada secuela. Se mostró un vídeo durante la conferencia de Marvelous en el que se mostraba al protagonista del anterior juego, Travis Touchdown, portando la misma katana con la que finalizó el primer juego, la Tsubaki Mk-III. Con un nuevo look y vestuario, Travis se encontraba situado en una zona de edificios en la que aparece repetidas veces la bandera de Santa Destroy, la cual aparecía en el motel del juego original. Junto a las banderas se veía en grande la cara de Travis. Después aparece una mujer pelirroja que saca de su espalda múltiples brazos mecánicos (Alice Twilight), salió justo después de Travis, siendo una de las bazas del tráiler. El vídeo acaba confirmando el título de "No More Heroes: Desperate Struggle".
El juego salió a finales de enero de 2010 en América y a finales de octubre en Europa. Esto fue hecho con el fin de que los productores pudieran conseguir que el juego tuviera un mejor acabado, y comentaron que el juego es un poco más serio que el anterior, pero que sigue con el tema cómico y la sátira que presentó en su anterior entrega.
En el juego, Travis encontrará más katanas, y que la que se ve en el tráiler es la Tsubaki Mk-III, con la cual finalizabas el primer juego. El juego vuelve a situarse en la ciudad de Santa Destroy y toma lugar tres años después del juego original. El argumento (que quedó terminado en abril de 2009) trata el tema de la venganza de Travis por la muerte de su mejor amigo Bishop. 
La inspiración de esta secuela viene de la segunda de una saga de películas muy afamadas en Japón llamada The Yakuza Papers. Al intentar Suda 51 traducir el subtítulo de esta segunda película, Google erróneamente le tradujo al inglés "Desperate Struggle". Suda comenta que hay luchas verdaderamente intensas en esa película, y que de un modo quiere llevar esa lucha al universo que él creó en No More Heroes (Santa Destroy). Le gustaría que este juego fuera "The Desperate Struggle of Santa Destroy" (La lucha desesperada de Santa Destroy).
También se comentó que iba a haber grandes cambios en el mundo abierto del título. Suda sabía que la ciudad fue uno de los puntos que menos gustaron de No More Heroes y terminaron suprimiéndolo, convirténdolo en un menú interactivo para una navegación más rápida y fácil por Santa Destroy.
Pero no sólo fue la ciudad, potenciaron cada uno de los aspectos del primero quitando o mejorando todo aquello que no acabó de gustar en la primera parte, según sus palabras "es como si le hubieran suministrado esteroides al primer juego". Van a sorprender a la gente con este título. 
El Wii Motion Plus, después de tantos rumores, no pudo ser usado. Sin embargo, el control clásico si tuvo compatibilidad y por lo tanto fue posible usarlo y ofrecer con ello otra experiencia de juego.
El 16 de abril de 2009 se supo que Goichi Suda había terminado al 100% el guion de la historia.

## Personajes
- Travis Touchdown: Es el protagonista del juego, al igual que en la primera entrega. Se trata de un personaje Otaku y excéntrico, que en No More Heroes se inició como asesino, y según comenta Suda, ahora la lucha se ha vuelto más seria para él. Tiene un pasado revuelto debido a que su novia (que resultó ser su media hermana) mató a sus padres. En No More Heroes 2, esta vez Travis lucha por vengar la muerte de su mejor amigo Bishop. En el primer tráiler, Travis se encuentra portando la Tsubaki MK-III en un terreno (se supone que en algún lugar de Santa Destroy por las banderas que se ven) donde aparece una imagen gigante de su cara en un edificio. Allí comienza una batalla contra Alice Twilight, un jefe que posteriormente se verá en el juego. En este juego será capaz de utilizar dos katanas a la vez y también una katana gigante, además de las ya conocidas Blood Berry y Tsubaki MK-III (rebautizada como Camellia MK-III). El juego inicia que después de 3 años está en la posición 51 del ranking de asesinos después de matar a Skelter Helter, el hermano de Helter Skelter, el primer asesino eliminado por Travis.

- Sylvia Christel: Es uno de los personajes principales del primer juego y también de la secuela. Aquí aparecerá al igual que Travis con un look diferente al que presentaba en el primer juego (aunque radicalmente más notable que el de Travis). Ella es quien convence a Travis de volver al ranking usando sus técnicas de seducción después de matar a Skelter Helter. Tal como pasaba en la primera parte, ella es la encargada de organizar los combates de Travis y felicitarlo cuando éste suba de puesto.

- Henry Cooldown: Otro personaje que regresa del primer No More Heroes, en el que se perfilaba como un enemigo de Travis que finalmente resultó ser su hermano gemelo y el marido de Silvia Christel. El momento final de No More Heroes consiste en una lucha a muerte entre Travis y Henry en la que parece que ambos se matan mutuamente, lo que se descartó con la aparición de Travis en la secuela, y además en No More Heroes 2 se menciona que Sylvia interrumpió esta pelea para evitar que se mataran Travis y Henry mutuamente. En un punto en el juego, Henry está atrapado en un sueño, y éste encuentra con Mimmy una alucinación, que le dice que para poder despertar, debe matar a ésta, logra asesinarla y despierta.

- Shinobu: Es la única asesina del ranking a la que Travis le perdonó la vida. Su vuelta estaba siendo muy rumoreada desde que se anunció el juego, pero finalmente fue mediante una publicación de Nintendo Power cuando este personaje fue confirmado. Además se confirmó que seria un personaje jugable, siendo más rápida que Travis, con movimientos distintos y con la habilidad de saltar. Dentro del juego ella se enfrentará a dos asesinos en el lugar de Travis: Million Gunman y New Destroyman.

- Bishop Shidux: Se trata de un personaje de No More Heroes, el mejor amigo de Travis que rentaba el videoclub. En esta entrega pasa de ser un secundario a un personaje principal el cual es asesinado. Toda la trama gira en torno a la venganza de Travis por la muerte de este, su mejor amigo. Apareció en el segundo tráiler del juego con un aspecto radicalmente diferente a la primera entrega donde aparecía en el mismo videoclub y unos hombres le apuntaban con varias pistolas.

- Jeane: La gata de Travis. La llamó así inconscientemente en honor a su amor de la adolescencia quien resultó ser su media hermana y la asesina de sus padres. En esta entrega habrá un minijuego de ponerla a dieta que según su creador, es mejor que la franquicia Petz de Ubisoft.

## Asesinos
Skelter Helter: Hermano de Helter Skelter, ocupa el puesto 51 de la UAA, desea venganza por la muerte de su hermano en el primer juego. Al derrotarlo, le dice a Travis que su venganza apenas comienza y que alguien que es como un hermano para Travis morirá (refiriéndose a su amigo Bishop). Su verdadero nombre es Vincent. Antes de convertirse en asesino al igual que su hermano y su madre, era un estudiante universitario.[cita requerida]
Nathan Copeland: El primero de los asesinos del juego que se dio a conocer en la publicación del 27 de mayo de la revista Famitsu y también el segundo jefe del juego. Aparece en el segundo tráiler. Es un titán negro capaz de convertir una radio en su armadura, y poner a Travis entre la espada y la pared a base de puñetazos y misiles que lanza desde su radio. Además, se trata de un fan de Travis. Ocupa el puesto 50 de la UAA.[cita requerida]
Charlie McDonald: Estrella del equipo de fútbol americano de la Universidad de Santa Destroy, ocupa el puesto 25 (sus cheer leaders (animadoras) ocupan el resto de los puestos hasta el 49) Travis pelea contra el robot de Charlie con su robot construido por la Dra Naomi el Glastonbury (el mismo del anime que a Travis le gusta), al ganar, Sylvia confisca su robot.[cita requerida]
Kimmy Howell: Es una fan de Travis que se convirtió en una asesina sólo para coincidir en un combate con él. Aparece en el segundo Tráiler. Lleva un arma que en principio es una flauta , pero después se transforma en una katana láser parecida a la usada por Darth Maul de la guerra de las galaxias, es decir, doble, en el que la luz del sable sale por los dos lados. Más tarde se reveló que se llamaba Kimmy. Ella le escribe una canción a su ídolo, la cual será interpretada por ella y leída por Travis antes de la pelea. Ella es la única asesina del juego la cual no muere después de su batalla con Travis y no tiene posición ya que ella es la que llega a retar a Travis por su puesto actual en el ranking.[cita requerida]
Matt Helms: Asesino de ultratumba que ocupa el puesto 24. A pesar de verse adulto habla como un niño posee un lanzallamas con hacha y granadas molotov.[cita requerida]
Chloe Walsh: Asesina misteriosa encerrada en la prisión de Santa Destroy. Tiene un aliento tóxico y la capacidad de seducir a los hombres para besarlos y de esta manera injectarles veneno directo en el cuerpo. Ocupa el puesto 23.[cita requerida]
Dr Letz Shake: Regresa el jefe del primer juego asesinado por Henry. Ocupa el puesto 10 porque mató al resto de los participantes del Battle Royale antes de que llegara Travis. Al parecer, antes de su pelea con Travis ya había derrotado a Henry, logrando su objetivo principal.[cita requerida]
Million Gunman: Dueño del Banco de Destroy. Es un asesino obsesionado por el dinero a tal punto que desde su arma dispara proyectiles de billetes. Ocupa el puesto 9 y es asesinado usando a Shinobu.[cita requerida]
New Destroyman: Asesino que vuelve del primer No More Heroes y que había muerto cuando Travis lo partió por la mitad. Se explica su reaparición de forma que esta vez vuelve como 2 personajes con la mitad de su cuerpo humano original y la otra mitad robótica para vengarse de Travis (Aunque es Shinobu quien lo enfrenta). Ambos Destroyman comparten el puesto 8 de la UAA.[cita requerida]
Ryuji: Yakuza que ocupa el puesto 7 de la UAA. Al igual que Travis posee una moto extraña y utiliza una arma láser parecida a una lanza. Travis se disgusta con Sylvia por matarlo al final de la pelea (Travis no iba a hacerlo), ya que según él era un verdadero guerrero. Después de esta pelea, Travis empieza a respetar más a los asesinos que enfrentará más adelante, tratándolos como humanos, no simples objetivos. Como dato curioso, el dragón que invoca en la pelea es parecido a el arma que usa Dark Star, un asesino del primer No More Heroes.
Aunque se parece más bien al dragón que invoca Jeane de un puñetazo en la batalla final. Otro detalle es que su tema de batalla es el mismo que se escucha con Matt Helms.[cita requerida]
Mimmy: Personaje que proviene de la imaginación de Henry con quien lucha mientras está inconsciente por lo que hizo Dr. Letz Shake. Es la única vez que puedes usar a Henry en el juego. Mimmy no tiene puesto debido a que fue solo una alucinación.[cita requerida]
Margaret Moonlight: Asesina gótica que ataca con un par de guadañas que del otro lado son rifles Barret M82 llamadas Le croissant du ange. Es conocida como "La Diosa de la Muerte". Está obsesionada con su canción y se dice que quién la escuche puede saber que el fin de su vida está cerca. Ocupa el puesto 4.[cita requerida]
Capitán Vladimir Taktarov: Astronauta soviético que puede usar satélites para atacar. Él llevaba mucho tiempo sin volver a la Tierra y cuando se encuentra con Travis todavía no se daba cuenta de que había llegado. Ocupa el puesto 3.[cita requerida]
Alice Twilight: Una joven pelirroja aparecida en el primer tráiler del juego. Su arma principal es el ASURA-6, un conjunto de seis brazos mecánicos con seis katanas láser (una katana en cada brazo) además de uno extra que le permite elevarse para atacar desde ahí. Su deseo es luchar con Travis y averiguar como fue que éste se alejó de estos combates. El inicio del enfrentamiento queda cortado por el final del tráiler. En el segundo Tráiler no aparece ni se sabe nada de ella. Ocupa el puesto 2.[cita requerida]
Jasper Batt Jr: Autor intelectual de el asesinato de Bishop vengándose de Travis por matar a su padre y hermanos. No posee poderes especiales y lucha en un auto volador y con sus rayos láser de la oficina. Henry salva a Travis de morir al ser derrotado. Después de esto se inyecta una droga y se transforma en un villano de cómic. Después de ser arrojado por la ventana del edificio de Pizza Batt se transforma en un forma gigante de él mismo. Travis lo derrota, logra su venganza y es salvado por Sylvia.[cita requerida]